# 사토 에이지
사토 에이지(일본어: 佐藤 英二, 1971년 4월 8일 ~ )는 일본의 전 축구 선수이다.

## 구단 경력
1990년 일본 사커 리그의 미쓰비시 자동차(우라와 레즈)에 입단하였다. 1995년 재팬 풋볼 리그의 후쿠시마 FC로 이적했다. 1996년부터 2002년까지 소니 센다이 FC에서 뛰었다. 2002년후 현역 은퇴.